# Червен вълк
 Тази статия е за северноамериканския вид.  За азиатския вид вижте Азиатско диво куче.  
Червеният вълк (Canis rufus) е представител на семейство Кучеви, разпространен в източните части на Северна Америка. Той е застрашен от изчезване като чист вид поради междувидовото размножаване с койотите и вълците. Според някои тълкувания на генетичните изследвания, генетичната близост не е развита впоследствие, а червеният вълк е резултат на хибридизация между вълка и койота.

## Разпространение
При откриването му като вид, представители са срещани на запад до Тексас и на юг до Флорида. Предполага се, че изходният ареал на север е достигал до Нова Англия и югоизточните части на Канада.